# Катя Клэп
Ка́тя Клэп (настоящее имя — Екатери́на Рома́новна Трофи́мова; род. 19 мая 1993, Москва) — российская видеоблогерша. Публикует видеоролики в таких жанрах, как скетчи, разговорные видео, музыкальные пародии и тому подобные. Видеопроекты Кати Клэп входили в топ-10 самых прибыльных в России. Катя Клэп стала кумиром подростков 2010-х годов наравне с такими видеоблогерами как Макс +100500 и Ивангай.
На февраль 2025 года имеет 7,21 млн подписчиков на основном канале TheKateClapp и 1,52 миллиона на втором канале FoggyDisaster.

## Биография

### Происхождение
Катя родилась 19 мая 1993 года в Москве. Там же выросла и на данный момент проживает. Окончила общеобразовательную школу № 1122. Позже поступила в Институт современного искусства (ИСИ) на режиссёра, но на первом курсе забрала документы.

### Творческая деятельность

#### 2008—2019
Свою деятельность начала в 2008 году под псевдонимом Kate Clapp на своём первом YouTube-канале FoggyDisaster. Форматом канала выбрала скетчи и пародии. За три года набрала около 250 тысяч подписчиков и более 33 миллионов просмотров.
Участвовала в рекламных компаниях на телевидении, в частности для бренда «Лошадиная сила». В марте и ноябре 2014 года, а также в марте 2015 года была на обложке журнала ELLE Girl. Участвовала в записи российской версии обучающего портала Час кода. Осенью 2015 года снялась в нескольких эпизодах проекта «Великое противостояние» — эпической истории о видеоблогерах по мотивам «Звёздных войн». Коллегами по съёмочной площадке стали Стас Давыдов, Ивангай, Руслан Усачев и другие. Проект был приурочен к выходу фильма «Звёздные войны: Пробуждение силы».
В мае 2016 года заняла второе место (после Натальи Поклонской) в рейтинге самых красивых женщин страны по версии «Русского репортёра». Также в мае 2016 вместе со Стасом Давыдовым была приглашена Иваном Ургантом на дебютный выпуск его собственного видеоблога, где телеведущий предложил гостям оценить своё начинание с позиции уже добившихся популярности в этом жанре. В июне 2016 была приглашена в качестве звезды на церемонию вручения «Премии Муз-ТВ». Весной 2016 года представляла вместе с Ивангаем российский сегмент YouTube на Creator Summit в Нью-Йорке, где были собраны популярнейшие видеоблогеры со всего мира. Летом 2016 вела свою личную рубрику на телеканале Disney в рамках программы «Правила стиля». Интервью с её участием были показаны на таких телевизионных каналах, как Первый, Россия-1, Москва 24, Муз-ТВ и других. Снималась в сериале «Молодёжка» на СТС, где сыграла саму себя.
В апреле 2017 года приняла участие в главном отраслевом мероприятии Рунета — Российском интернет-форуме. Летом 2017 была одним из членов Hype Camp, посвящённом видеоблоггингу.
В феврале 2018 года совместно с 12 самыми популярными блогерами отправилась на фабрику «MAC» для создания своего оттенка помады. Также она участвовала в YouTube Rewind этого года.
С 7 декабря 2018 по 31 мая 2019 года являлась членом жюри конкурса «K-pop MTCamp», который проводится с целью продвижения южнокорейской культуры в России и содействия развитию танцевальных и музыкальных навыков, а также навыков режиссирования и видеосъёмки. Через Instagram-блог Катя популяризирует южнокорейскую культуру среди своих подписчиков. 29 марта 2019 года выпустила музыкальный клип на песню «Куколки».

#### С 2020 года
На сентябрь 2020 года публикует видеоролики только на своём влоговом канале под названием TheKateClapp с аудиторией в 7,11 миллионов человек. Является одной из самых популярных девушек-видеоблогеров в российском сегменте YouTube.

## Личная жизнь
Помолвлена. С 2016 года состоит в отношениях с российским блогером Евгением Баженовым (более известным как BadComedian). В январе 2021 года стало известно о помолвке Екатерины и Евгения. Об этом девушка сообщила в видео у себя на канале.

## Фильмография
| Год  |    | Русское название           | Оригинальное название                    | Роль  |
| ---- | -- | -------------------------- | ---------------------------------------- | ----- |
| 2015 | мф | Губка Боб в 3D             | The SpongeBob Movie: Sponge Out of Water | чайка |
| 2016 | с  | Последнее видео на YouTube | —                                        | камео |
| 2016 | с  | Молодёжка                  | —                                        | камео |
| 2024 | ф  | Майор Гром: Игра           | —                                        | камео |

### Телепроекты
- 2016 — «Правила Стиля» (канал Disney)
- 2017 — «Hype Camp»

## Дискография
- 2010 — Гимн Школоты
- 2011 — IPhone
- 2013 — YouTube в тебе (feat. Стас Давыдов)
- 2016 — Дисс На обновления (feat. Сыендук, Поперечный, Кшиштовский)
- 2019 — Куколки

## Видеография
| Год  | Клип                                                                 | Режиссёр    | Альбом      |
| ---- | -------------------------------------------------------------------- | ----------- | ----------- |
| 2010 | «Гимн Школоты»                                                       | Неизвестно  | без альбома |
| 2011 | «IPhone»                                                             | Неизвестно  | без альбома |
| 2013 | «YouTube в тебе» (feat. This is Хорошо)                              | Неизвестно  | без альбома |
| 2016 | «Дисс на обновления» (feat. Сыендук, Данила Поперечный, Кшиштовский) | Алина Пязок | без альбома |
| 2019 | «куколки»                                                            | Неизвестно  | ТВА         |

## Премия
- Национальная телевизионная премия «Дай пять!» (18.05.2017) — в номинации «Любимый блогер»[31]